# Cabaletta
La cabaletta és una forma d'ària a l'òpera italiana del segle xix. Normalment es refereix específicament a la segona meitat d'una ària doble: un moviment més ràpid, més animat o més rítmic, després d'una secció de cantabile. Amb Donizetti i Bellini va assumir un caràcter més dramàtic i es va tornar més lenta.
Generalment la cabaletta representa una intensificació de les emocions o una irresoluble presa de decisió, representada musicalment mitjançant l'acceleració del ritme, sovint provocada per la intervenció d'un altre personatge o del cor en el que s'anomena tempo di mezzo, que la separa del cantabile, que és la part en què s'expressen sentiments.
La cabaletta va sorgir com una evolució de les àries de principis del segle xix que contenien que estructura única, cap a unes àries més elaborades amb moviments musicalment diferents, amb dues seccions ben contrastades amb tempos diferents. El terme es definia per primera vegada el 1826. Té una estructura repetitiva que consta de dues estrofes seguides per variacions embellides. La cabaletta típicament acaba amb una coda, sovint virtuosa.
Algunes exemples clàssics de cabaletta són les àries "Non più mesta" de La Cenerentola de Rossini (1817), "Vien diletto, è in ciel la luna" de I puritani de Bellini (1835), "Possente amor mi chiama" de Rigoletto de Verdi (1851) i "Di quella pira" de Il trovatore de Verdi (1853).